# Камплица
Камплица (укр. Камплиця) — село,
Задонецкий сельский совет,
Змиёвский район,
Харьковская область, Украина.
Код КОАТУУ — 6321782504. Население по переписи 2001 года составляет 114 (58/56 м/ж) человек.

## Географическое положение
Село Камплица находится на левом берегу реки Северский Донец, выше по течению на расстоянии в 2,5 км расположен посёлок Курортное, ниже по течению примыкает село Задонецкое, на противоположном берегу расположены город Змиёв и пгт Зидьки.
Русло реки извилистое, образует много лиманов и озёр.
Село окружено большим лесным массивом (сосна), на берегу реки и в лесу ранее были много детских лагерей и домов отдыха. 

## История
- 1680 — дата основания.

## Экономика
- Гидрокарьер.